# Amgen
Amgen Inc. è una società internazionale di biotecnologia con sede a Thousand Oaks, California. Situata nella Conejo Valley, è una delle principali aziende nel settore della biotecnologia. Amgen è la più grande società indipendente di biotecnologia, con circa 20000 dipendenti. I suoi prodotti comprendono EPOGEN, Aranesp, Enbrel (Etanercept), Kineret, Neulasta, NEUPOGEN e Sensipar / Mimpara. EPOGEN e NEUPOGEN sono stati i due di maggiori prodotti biofarmaceutici di successo al momento delle rispettive emissioni.
BusinessWeek ha classificato Amgen al quarto posto, su tutte le società del S & P 500 per essere la più "orientata verso il futuro". BusinessWeek ha calcolato il rapporto di ricerca e di spesa per lo sviluppo, combinata con la spesa di capitale, al totale delle spese; Amgen ha avuto il quarto migliore rapporto, 506:1000.
Amgen è il più grande datore di lavoro a Thousand Oaks e seconda solo alla Marina degli Stati Uniti in termini di numero di persone occupate nella Ventura County. Amgen è anche un membro della Pennsylvania Bio commerce organization.
Nel 2006, Amgen ha iniziato a sponsorizzare il Tour of California, uno degli unici due grandi eventi dell'Unione Ciclistica Internazionale negli Stati Uniti.

## Storia
La parola Amgen è un portmanteau del nome originale della società, Applied Molecular Genetics, che divenne il nome ufficiale della società nel 1983 (tre anni dopo l'incorporazione e in coincidenza con la sua offerta pubblica iniziale). Il primo Amministratore Delegato, dal 1980, è stato George B. Rathmann, seguito da Gordon M. Binder, nel 1988, seguito da Kevin W. Sharer dal 2000. La società ha effettuato almeno cinque grandi acquisizioni societarie.

## Acquisizioni
- 1994 - Synergen, Inc
- 2000 - Kinetix Pharmaceuticals, Inc
- 2002 - Immunex Corporation
- 2004 - Tularik, Inc
- 2006 - Abgenix, Inc
- 2006 - Avidia, Inc
- 2007 - Ilypsa, Inc
- 2007 - Alantos Pharmaceuticals Holdings, Inc

## Prodotti
In data 27 settembre 2006, Amgen aveva ricevuto l'approvazione per nove farmaci per quattordici malattie:
- Aranesp (darbepoetin alfa) (per l'anemia)
- Enbrel (etanercept) (per le varie forme di artrite)
- Epogen (Epoetina) (per l'anemia)
- Kepivance (Palifermin) (per mucosite orale)
- Kineret (anakinra) (per l'artrite reumatoide)
- Neupogen (per la neutropenia)
- Neulasta (per la neutropenia)
- Vectibix (Panitumumab) (per tumore del colon)
- Sensipar (cinacalcet) (per iperparatiroidismo secondario)

In altre fasi di scoperta sono nuovi farmaci (Fasi I, II, III e in sviluppo preclinico), la società ha ventitré agenti farmacologici per ventotto malattie.